# Hawulti
Hawulti o Obelisc de Matara és un obelisc de l'era Aksum situat a Matara, a Eritrea. Conté el que s'ha descrit com l'exemple més antic conegut de l'escriptura d'etapa Ge'ez (també conegut com a etíop antic). El monument té 18 m d'altura, amb un disc solar i una lluna creixent a la part superior; Ullendorff creu que aquests símbols "sens dubte tenen la intenció de col·locar l'estela sota la protecció dels déus, probablement de Sams, la dea del sol, i de Sin, el déu de la Lluna ". Aquests símbols autòctons, així com característiques paleogràfiques com ara l'absència de marques de vocals en l'alfabet Ge'ez, van convéncer Ullendorff que el monument datava de "la primera part del segle IV".
El Hawulti el van fer caure i el van danyar les tropes etíops en el curt període d'ocupació del sud d'Eritrea durant la guerra entre Eritrea i Etiòpia. De llavors ençà l'ha reparat el Museu Nacional d'Eritrea.